# 松平康圭
松平 康圭（まつだいら やすかど）は、江戸時代後期の大名。陸奥国棚倉藩の第2代藩主。官位は従五位下・左近将監、周防守。松井松平家10代。

## 略歴
文政4年（1821年）、石見国浜田藩主・松平康任の三男として誕生した。康任は天保6年（1835年）に隠居させられ、跡を継いだ康圭の同母兄・康爵は翌年に棚倉へ移封となっている。嘉永4年12月28日（1852年）、康圭は康爵の養子となる。嘉永6年12月23日（1854年）、13代将軍・徳川家定に拝謁する。同年12月28日、従五位下・左近将監に叙任する。嘉永7年（1854年）9月16日、康爵の隠居に伴い家督を継ぐ。藩政においては、文化事業に尽力している。
文久2年（1862年）8月22日に死去した。享年42。跡を長男の康泰が継いだ。

## 系譜
父母
- 松平康任（実父）
- 松平康爵（養父）

正室
- 内藤政優の養女 - 内藤政成の娘

子女
- 松平康泰（長男）
- 鈴子 - 鳥居忠文正室